# Dioon rzedowskii
Dioon rzedowskii — вид голонасінних рослин класу саговникоподібні (Cycadopsida).

## Опис
Рослини деревовиді. Стовбур до 5 м заввишки, 40 см діаметром. Листки світло або яскраво-зелені, високоглянсові, довжиною 140—180 см складаються з 160 фрагментів. Листові фрагменти ланцетні; середні фрагменти 14–19 см завдовжки, 18–21 мм завширшки. Пилкові шишки від вузько-яйцюватих до веретеновидих, блідо-коричневі, 30–50 см завдовжки, 8 см діаметром. Насіннєві шишки від яйцюватих до вузько-яйцюватих, світло-коричневі, довго 60–80 см, 20–25 см діаметром. Насіння довгасті, 50–60 мм, шириною 30 мм, саркотеста кремова або біла.

## Поширення, екологія
Цей вид є ендеміком штату Оахака, Мексика. Росте в малих групах в ущелинах вапнякових скель, де є гумус у відкритому тропічному листяному лісі.

## Загрози та охорона
Руйнування середовища проживання (кукурудзяні поля) зростає із загрозливою швидкістю і навіть скельні місця проживання Dioon rzedowskii, здається, не безпечні.